# William Mustard
William Thornton Mustard (ur. 8 sierpnia 1914 w Clinton (Ontario) w Kanadzie, zm. 11 grudnia 1987 w Naples w USA) – kanadyjski chirurg i kardiochirurg. W 1949 wykonał jako jeden z pierwszych operację na otwartym sercu u psa z zastosowaniem pompy mechanicznej, zastępującej pracę serca i biologicznego płuca psa do utlenowania krwi podczas zabiegu. Opracował dwie techniki operacyjne, które nazwano jego imieniem: „operację Mustarda”, która jest stosowana w ortopedii w leczeniu uszkodzeń stawu biodrowego u osób po chorobie Heinego-Medina, oraz „operację sercowo-naczyniową Mustarda” w celu fizjologicznego skorygowania (na poziomie przedsionków) w transpozycji dużych tętnic, wrodzonej wady serca tzw. „błękitne dzieci”, (ang. blue babies), którą zastosowano u tysięcy dzieci na całym świecie.

## Życiorys
William Mustard był czwartym z pięciorga dzieci Jamesa Thorntona Mustarda i Pearl E. Macdonald. Jego ojciec zginął jako pasażer podczas zatonięcia brytyjskiego statku pasażerskiego „ Athenia” w 1939 w wyniku storpedowania przez U-Boota. W 1937 roku ukończył studia medyczne na Uniwersytecie w Toronto. Następnie odbył roczny staż w Toronto General Hospital i chirurgię w "Hospital for Sick Children" przed przeniesieniem się do „New York Orthopaedic Hospital” jako stypendysta. W 1940 roku wrócił do Toronto i ukończył sześciomiesięczne szkolenie z chirurgii w sekcji pulmonologia i neurochirurgia. 

## II wojna światowa
W 1941 roku wstąpił do Korpusu Medycznego Królewskiej Armii Kanadyjskiej, gdzie dosłużył się stopnia majora. W czasie II wojny światowej wykonywał wielokrotnie operacje zwracające uwagę w szpitalach polowych. Na przykład przeprowadzał operacje, które pomagały ratować kończyny żołnierzy z poważnie uszkodzonymi tętnicami, zamiast je amputować. W 1944 wykonał operację nogi żołnierza, za co później otrzymał Order Imperium Brytyjskiego. W 1941 roku poślubił Elise Dunbar Howe (zm. 1979), razem mieli siedmioro dzieci, w tym bliźniaczki Susan i Shirley.

## Praca w szpitalu dziecięcym
Po zakończeniu drugiej wojny światowej Mustard wrócił do Toronto i przez sześć miesięcy był starszym asystentem w "Hospital for Sick Children". Następnie przeniósł się na rok do „New York Orthopaedic Hospital”, po czym w 1947 roku objął stanowisko chirurga w „Hospital for Sick Children”. W Baltimore pracował przez miesiąc z Alfredem Blalockiem. Na początku lat 50. podjął nieudaną próbę korekcji anatomicznej przełożenia wielkich naczyń. W 1957 został mianowany ordynatorem Oddziału Chirurgii Sercowo-Naczyniowej, którym kierował do przejścia na emeryturę w 1976.

## Nagrody i wyróżnienia
- 1975 Otrzymanie Międzynarodowej Nagrody Fundacji Gairdnera (Gairdner Foundation International Award)[4]
- 1976 Order Kanady w klasie oficerskiej za zasługi w dziedzinie medycyny, w szczególności jako kardiochirurg o międzynarodowym znaczeniu
- 1995 Wprowadzenie do Canadian Medical Hall of Fame (Kanadyjska Medyczna Galeria Sław)[5]